# Frédérick L’Écuyer
Frédérick L’Écuyer, född 28 juli 1977, är en kanadensisk ishockeydomare som är verksam i den nordamerikanska ishockeyligan National Hockey League (NHL) sedan 2006. Under sin domarkarriär i NHL har han dömt 882 grundspelsmatcher och 33 slutspelsmatcher (Stanley Cup).